# 最愛の君へ。
『最愛の君へ。』（さいあいのきみへ。）は、美帆による日本のケータイ小説作品。

## 概要
携帯SNSサイトモバゲータウン第1回小説大賞で7500作品を越える中から大賞に選ばれた。
2007年12月に書籍化され、翌年の2008年4月に漫画化された。書籍化・漫画化共にモバゲータウンの小説では初。
携帯版では句点を文末に入れないという独特の文体によって描かれている。

## 書籍情報

### 小説
- 最愛の君へ。（講談社、2007年12月）ISBN 978-4-06-214478-0

### コミック
- 最愛の君へ。（講談社、2008年9月）ISBN 978-4-06-365525-4